# Codex Sangallensis 902

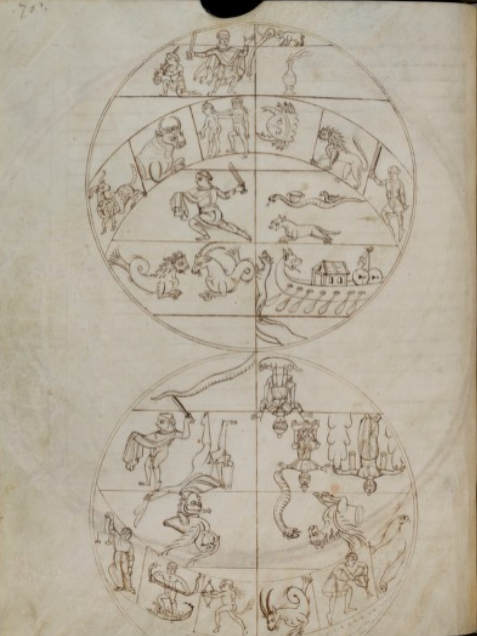
Ein Himmelsglobus als Nord- und Südachse, mit Zodiak

Der Codex Sangallensis 902 (Cod. Sang. 902) ist ein Manuskript, das Mitte des 9. Jahrhunderts in der Stiftsbibliothek St. Gallen erstellt und seither auch dort verwahrt wurde. Es umfasst 186 Seiten aus Pergament, die jeweils eine Höhe von 32 cm und eine Breite von 25 cm haben. Der Text wurde in karolingischer Minuskel verfasst. Er ist vorwiegend zweispaltig gegliedert, mit 35 Zeilen pro Spalte. Bloss auf den Seiten 153 bis 179 ist der Text einspaltig gegliedert. Die Titel wurden in kleiner Rustica geschrieben, während Kapitelanfänge Majuskeln enthalten. Die Illustrationen sind Federzeichnungen in dunkelbrauner Tinte, die oftmals die Spalten überschreiten.
Der Kodex ist eine Sammelhandschrift, die aus 5 verschiedenen Teilen besteht. Sie wurden von verschiedenen Schreibern verfasst und schlussendlich zu einem Manuskript zusammengebunden. Die Schreibstile der Teile des Manuskripts weisen darauf hin, dass die Teile II, III, und IV vermutlich schon im frühen 9. Jahrhundert verfasst wurden und daher am ältesten sind.

## Geschichtlicher Hintergrund
Der Haupttext des Codex Sangallensis 902 ist die Recensio Interpolata, eine lateinische Übersetzung des ursprünglich griechischen Gedichts Phainomena von Aratos von Soloi. Phainomena bedeutet auf Deutsch «Himmelserscheinungen». Es handelt sich um ein Lehrgedicht über astronomische und meteorologische Erscheinungen. Da die Phainomena sehr beliebt war, gibt es mehrere lateinische Übersetzungen, darunter der Aratus Latinus. Der Aratus Latinus wurde im frühen 8. Jahrhundert verfasst.
Die Recensio Interpolata entstand im späten 8. Jahrhundert als Überarbeitung des Aratus Latinus. Im Gegensatz zu diesem enthält die Recensio Illustrationen, die den Text begleiten. Zudem wurde der Text selbst auch bearbeitet; einige philosophische und astrologische Abschnitte wurden durch astronomische Textauszüge ersetzt, damit der Inhalt einheitlicher und verständlicher wurde.
Der Codex Sangallensis 902 ist eine Handschrift der Recensio Interpolata. Vermutlich war das Vorbild des Kodex ein westfränkisches Exemplar der Recensio, welches um die Mitte des 9. Jahrhunderts nach St. Gallen gekommen war.
Des Weiteren bildete der Cod. Sang. 902 einige Zeit nach der Fertigstellung die Grundlage für den Codex Sangallensis 250, welcher am Ende des 9. Jahrhunderts ebenfalls in St. Gallen geschrieben und gezeichnet wurde.

## Inhalt

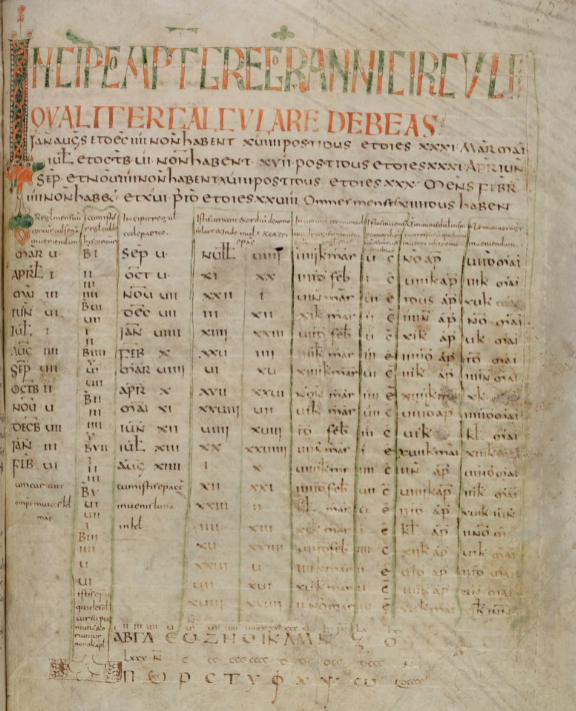
Griechischer Computus

Teil I des Codex Sangallensis 902 besteht aus der Ars grammatica des griechischen Grammatikers Dositheos. Sie wurde im 4. Jahrhundert verfasst und war dazu gedacht, Griechen das Lateinische beizubringen. Der zweite Teil des Kodex ist die Recensio Interpolata. Sie umfasst 35 Seiten mit 45 Bildern, die den lateinischen Text begleiten. Die Illustrationen stellen unter anderem die Tierkreiszeichen und die Planeten dar, ausserdem finden sich einige Zeichnungen von Himmelsgloben. Der dritte Teil der Handschrift enthält den liber de computo des Hrabanus Maurus. Den vierten Teil bildet ein griechischer Computus. Der fünfte Teil von bloss 4 Seiten enthält eine Reihe von Cycli decemnovenales (jeweils 19 Jahre dauernde Zyklen).
Obwohl die Recensio Interpolata des Cod. Sang. 902 als Basis für den Cod. Sang. 250 fungierte, kam es dennoch zu Unterschieden in einer Handvoll Illustrationen, was andeutet, dass die Verfasser des Cod. Sang. 250 noch eine andere Quelle konsultiert hatten. Zudem wurden die Bilder im Codex Sangallensis 250 in der Regel sorgfältiger und präziser gezeichnet als im Cod. Sang. 902, da die Illustratoren von Cod. Sang. 250 künstlerisch versierter waren. Zudem kam es im Cod. Sang. 902 gelegentlich zu Fehlern oder perspektivisch verunglückten Bildern, was vermuten lässt, dass die Vorlage für den Cod. Sang. 902 einspaltig gewesen war und das Umschreiben in einen zweispaltigen Text daher zu Schwierigkeiten geführt hatte.